# Scena (fjärilar)
Scena är ett släkte av fjärilar. Scena ingår i familjen björnspinnare.
Kladogram enligt Catalogue of Life:
| Scena | \| \| Scena potentia \| \| \| \| \| \| Scena propylea \| \| \| \| \| \| Scena styx \| \| \| \| |
|       | \| \| Scena potentia \| \| \| \| \| \| Scena propylea \| \| \| \| \| \| Scena styx \| \| \| \| |
|       | Scena potentia                                                                                 |
|       |                                                                                                |
|       | Scena propylea                                                                                 |
|       |                                                                                                |
|       | Scena styx                                                                                     |
|       |                                                                                                |